# Campaña de Atlanta
La Campaña de Atlanta fue una serie de batallas en el teatro occidental de la guerra de Secesión acontecidas en Georgia y, más concretamente, en el área alrededor de Atlanta durante el verano de 1864, teniendo como resultado final la caída eventual de Atlanta y la aceleración del final de la guerra civil americana. 
La Batalla de Jonesborough (31 de agosto y 1 de septiembre de 1864) se libró entre las fuerzas del Ejército de la Unión dirigidas por William Tecumseh Sherman y las fuerzas confederadas bajo el mando de William J. Hardee durante la Campaña de Atlanta en la guerra civil estadounidense. El primer día, por orden del comandante del Ejército de Tennessee, John Bell Hood, las tropas de Hardee atacaron a los federales y fueron rechazadas con grandes pérdidas. El segundo día, cinco cuerpos de la Unión convergieron en Jonesborough (hoy Jonesboro). Por única vez durante la Campaña de Atlanta, un gran asalto frontal federal logró romper las defensas confederadas. El ataque tomó 900 prisioneros, pero los defensores pudieron detener el avance e improvisar nuevas defensas. A pesar de enfrentar probabilidades abrumadoras, el cuerpo de Hardee escapó sin ser detectado hacia el sur esa noche.
Mientras continuaban los combates en Jonesborough, dos cuerpos de la Unión más bloquearon el ferrocarril el 31 de agosto. Cuando Hood descubrió que la línea de vida del ferrocarril de Atlanta estaba cortada, evacuó la ciudad la noche del 1 de septiembre. Atlanta fue ocupada por tropas de la Unión al día siguiente y así concluyó la Campaña de Atlanta. Aunque el ejército de Hood no fue destruido, la caída de Atlanta tuvo efectos políticos y militares de gran alcance en el curso de la guerra.
La ciudad fue incendiada durante la campaña y en la actualidad solo se conserva una calle de la época, lo demás es de la era actual.
- Datos: Q756118
- Multimedia: Atlanta Campaign / Q756118